# Michael Bachmann (Theologe)
Michael Bachmann (* 26. Januar 1946 in Minden) ist ein deutscher evangelischer Theologe und emeritierter Neutestamentler der Universität Siegen.

## Leben
Michael Bachmann studierte nach Abitur und Wehrersatzdienst Mathematik und Evangelische Theologie an der Westfälischen Wilhelms-Universität Münster, war von 1975 bis 1977 als Mitarbeiter (Wissenschaftlicher Assistent) am Institutum Judaicum Delitzschianum tätig und absolvierte anschließend sein Referendariat (Mathematik; Evangelische Religionslehre) an einem Münsteraner Gymnasium. 1978 erfolgte mit der bei Karl Heinrich Rengstorf geschriebenen Dissertation „Jerusalem und der Tempel. Die geographisch-theologischen Elemente in der lukanischen Sicht des jüdischen Kultzentrums“ seine Promotion.
Ab 1980 lehrte und forschte Bachmann an der Pädagogischen Hochschule Freiburg, schon bevor er sich 1990 an der Universität Basel (mit der bei Ekkehard W. Stegemann eingereichten Arbeit Sünder oder Übertreter. Studien zur Argumentation in Gal 2,15ff.) habilitierte und die venia legendi für das Fach Neues Testament erhielt.
1995 folgte er einem Ruf an die Universität Siegen, an der er eine Professur für Evangelische Theologie, insbesondere Fachdidaktik der Evangelischen Theologie (mit einem fachwissenschaftlichen Schwerpunkt in der Biblischen Theologie [Neues Testament]) übernahm. Einen Ruf auf den Lehrstuhl für Neues Testament an der Universität Aarhus lehnte er 2000 ab. Seine Emeritierung erfolgte im Februar 2011.
Bachmann lebt seit langem bei Freiburg (St. Märgen) bzw. in dieser Stadt. Er wurde in der evangelischen Landeskirche Baden ordiniert.

## Wissenschaftliche Tätigkeit und Schwerpunkte
Einen Schwerpunkt der (jüngeren) Studien Bachmanns bildet die Paulusexegese. Dabei spielen Fragen der paulinischen Argumentation („Logik“) und der Rechtfertigungslehre eine Rolle. Seit seiner Habilitationsschrift wird hierbei nicht zuletzt der Galaterbrief stärker bedacht, besonders das in diesem Brief im griechischen Sprachraum erstmals begegnende Syntagma „Werke des Gesetzes“, das Bachmann bereits 1989 mit dem in der Qumran-Schriftrolle 4QMMT (Zeile C27) auftauchenden hebräischen Begriff ma‛ase ha-torah (מעשי התורה, übersetzbar als „Werke der Tora“ oder „Gebote der Tora“) in Verbindung brachte. Innerhalb der sogenannten „Neuen Paulusperspektive“ nimmt Bachmann eine recht eigenständige Position ein, auch insofern er nachweisen will, dass dieser feststehende Ausdruck, auf den Paulus nach seiner Hypothese Bezug nimmt, sich primär auf bestimmte religionsgesetzliche Halakhot (Einzelvorschriften) bezieht, und zwar nach Bachmanns Überzeugung sehr wahrscheinlich auf zeremoniell-kultische Regelungen (u. a. Beschneidungsvorschrift) und nicht auf ethische oder soziale Gesetze. Die Frage, inwieweit Paulus „das Gesetz“ ablehnte oder für Heidenchristen außer Kraft setzte und ob das zeitgenössische Judentum ihm Heilswirksamkeit beimaß, wird vor diesem Hintergrund diskutiert.
Weitere Schwerpunkte der Bachmannschen Arbeit bilden die Auslegung des lukanischen Doppelwerks (z. B.: die Rolle Jerusalems, auch des dortigen Tempels, ferner die Funktion der Stephanusepisode), des Hebräerbriefs und der Johannesapokalypse. Auch hier begegnen eher unkonventionelle Thesen, so zur positiven Wertung des ersten apokalyptischen Reiters (von Offb 6,1f.), zum himmlischen Heiligtum (zumal von Apg 7,55f.; Offb 11,1) und zu wichtigen Begriffen (u. a. von kyrios in Hebr 2,3 und von eulabeia in Hebr 5,7).
Bemerkenswert ist eine Reihe von Wörterbuchartikeln (so zum Tempel im Neuen Testament und zu den Wörtern „tun“ sowie „Werk“ in den Qumranschriften). Im Zusammenhang damit lassen sich auch Bachmanns Monographien Göttliche Allmacht und theologische Vorsicht. […] und Gott, der „Allmächtige“: Der Pantokrator der Bibel und die Theodizeediskussion nennen, erschienen 2002 bzw. 2019. Dort wird in einem exegetischen Durchgang unter anderem durch das Alte Testament, durch die Septuaginta und durch die neutestamentlichen Schriften der Nachweis unternommen, dass das häufig vertretene Verständnis des Begriffs „Allmacht“, nämlich Gott müsse jederzeit in der Lage sein, „alles“ zu verursachen und „alles“ zu verhindern, sich jedenfalls nicht als biblisch intendiert nachweisen lässt; solche Vorstellungen kommen erst einigermaßen spät auf (und begegnen dann etwa bei Augustin). Die biblischen Überlieferungen implizieren gerade bei der Verwendung des Wortes pantokrator oft einen Zeitfaktor, der besagt, dass der so Gekennzeichnete sich in Zukunft, am „Ende der Zeit“ als Herrscher erweisen wird – vorher womöglich gar nicht oder doch nur gelegentlich. Bachmann stellt diese Erwägungen in den Kontext der (abendländischen) Beschäftigung mit dem Theodizeeproblem und bedenkt dabei ferner auch wichtige religionspädagogische Konsequenzen (im Blick auf den Umgang mit der Allmachtsthematik im Religionsunterricht).
Solche Reflexionen (die sich gerade auch nach dem Holocaust aufdrängen) gehören zu Bachmanns Aufmerken auf methodische Fragen („Priorität der Synchronie vor der Diachronie“) und auf hermeneutische Aspekte, denen nicht zuletzt angesichts eines möglicherweise bereits im Neuen Testament angelegten antijudaistischen Denkens nachzugehen ist. Für Jesus selbst und das früheste Christentum meint er, dass da zwar innerjüdische „Familienkonflikte“ eine Rolle gespielt haben werden; diese hätten aber doch erst nach der weitgehenden Trennung der Wege von Christentum und Judentum zu so etwas wie Antijudaismus geführt. Das Interesse an der Rezeptionsgeschichte kommt bei Bachmann auch in einer ganzen Reihe von auslegungsgeschichtlichen Studien zum Ausdruck. Darunter begegnen auch solche kunsthistorischer bzw. ikonographischer Art (unter anderem zu den apokalyptischen Reitern und zum Motiv „Kirche und Synagoge“), insbesondere eine Monographie zu Judendarstellungen im und am Freiburger Münster.

## Mitgliedschaften
- Society for New Testament Studies, SNTS.[5]
- Wissenschaftliche Gesellschaft für Theologie,[6]

## Schriften
Monographien
- Jerusalem und der Tempel. Die geographisch-theologischen Elemente in der lukanischen Sicht des jüdischen Kultzentrums (Beiträge zur Wissenschaft vom Alten und Neuen Testament 109). Kohlhammer, Stuttgart 1980.
- Sünder oder Übertreter. Studien zur Argumentation in Gal 2,15ff (= Wissenschaftliche Untersuchungen zum Neuen Testament 59). Mohr Siebeck, Tübingen 1992, ISBN 978-3-16-145796-8.
- Göttliche Allmacht und theologische Vorsicht. Zu Rezeption, Funktion und Konnotationen des biblisch-frühchristlichen Gottesepithetons pantokrator (Stuttgarter Bibelstudien 188). Katholisches Bibelwerk, Stuttgart 2002, ISBN 978-3-460-04881-2.
- Das Freiburger Münster und seine Juden: Historische, ikonographische und hermeneutische Beobachtungen. Schnell & Steiner, Regensburg 2017, ISBN 978-3-7954-3262-1.
- Gott, der „Allmächtige“: Der Pantokrator der Bibel und die Theodizeediskussion. Herder, Freiburg 2019, ISBN 978-3-451-38068-6.
- Die Seitenwangen des Breisacher Münster-Chorgestühls: Historische und ikonographische Beobachtungen, Schnell & Steiner, Regensburg 2022, ISBN 978-3-7954-3776-3.

Aufsätze
- Antijudaismus im Galaterbrief? Exegetische Studien zu einem polemischen Schreiben und zur Theologie des Apostels Paulus (= NTOA 40). Vandenhoeck & Ruprecht, Göttingen 1999, ISBN 978-3-525-53940-8 (Aufsatzsammlung).
  - englisch: Anti-Judaism in Galatians? Exegetical Studies on a Polemical Letter and on Paul's Theology. Translated by R.L. Brawley, Eerdmans, Cambridge 2009.
- Von Paulus zur Apokalypse – und weiter. Exegetische und rezeptionsgeschichtliche Studien zum Neuen Testament (= NTOA 91). Vandenhoeck & Ruprecht, Göttingen 2011, ISBN 978-3-525-53398-7 (Aufsatzsammlung).
- Lutherische oder Neue Paulusperspektive? Merkwürdigkeiten bei der Wahrnehmung der betreffenden exegetischen Diskussionen. In: Biblische Zeitschrift, Neue Folge, Jg. 60, 2016, S. 73–101.
- Die Szene von den vier apokalyptischen Reitern (Apk 6,1-8): eine positiv konnotierte Visionsreihe. In: Theologische Zeitschrift, Jg. 74 (2018), S. 338–368.
- Christlich-jüdische Momente des Neuen Testaments. Exegetische und rezeptionsgeschichtliche Studien – zu verschiedentlich als antijudaistisch eingeschätzten Texten (= NTOA/StUNT 131). Vandenhoeck & Ruprecht, Göttingen 2025, ISBN 978-3-525-50079-8 (Aufsatzsammlung).
- Himmlisches Jerusalem und himmlischer Tempel: Biblische Motive und ihre Rezeption. In: Symbolon. Jahrbuch der Gesellschaft für wissenschaftliche Symbolforschung, Jg. 22 (2025), S. 373–409.

Lexikoneinträge
- Tempel (NT). In: Deutsche Bibelgesellschaft (Hrsg.): Das wissenschaftliche Bibellexikon im Internet (WiBiLex), 2012.
- Paulus. In: Peter von Möllendorff und andere (Hrsg.): Historische Gestalten der Antike. Rezeption in Literatur, Kunst und Musik (= Der Neue Pauly, Supplemente 8). Metzler, Stuttgart/Weimar 2013, ISBN 978-3-476-02468-8, Sp. 735–750.
- מעשי/עשה, in: ThWQ III (2016), S. 219–229.
- Präexistenz des Himmlischen Heiligtums. In: Martin Meiser, Florian Wilk (Hrsg.): Die Wirkungs- und Rezeptionsgeschichte der Septuaginta (= Handbuch zur Septuaginta 6). Gütersloher Verlagshaus, Gütersloh 2022, S. 68–74.

Herausgeberschaft
- Lutherische und Neue Paulusperspektive. Beiträge zu einem Schlüsselproblem der gegenwärtigen exegetischen Diskussion (= Wissenschaftliche Untersuchungen zum Neuen Testament 182). Mohr-Siebeck, Tübingen 2005, ISBN 978-3-16-148712-5.